# Kar de Mumma-revyn

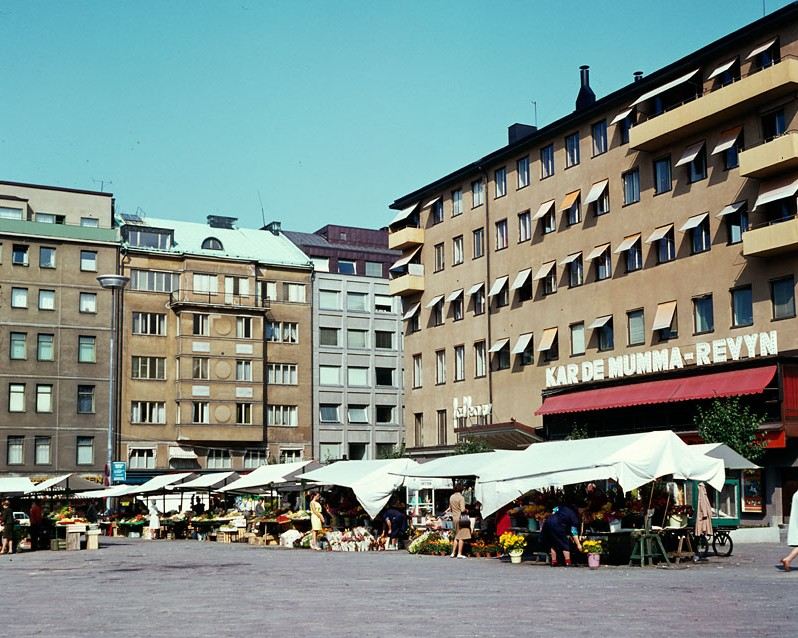
Kar de Mumma-revyn på Folkan, 1968.

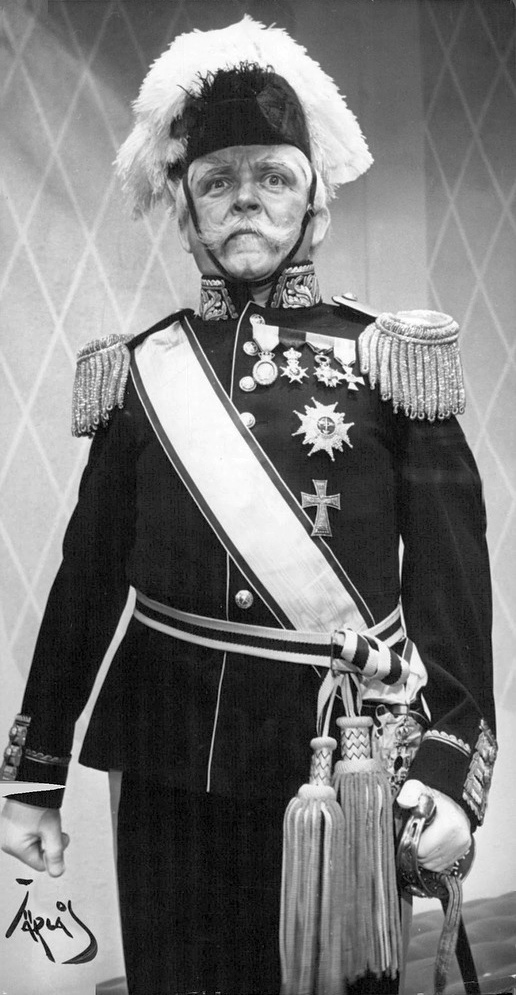
Stig Järrel spelar en gammal general i revyn Kar de Mummas vaktparad på Blance, 1948.

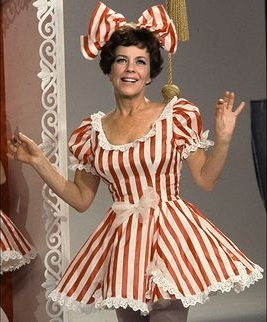
Sickan Carlsson under en repetition den 29 december 1968, troligen i Kar de Mumma-revyn på Folkan.

Kar de Mumma-revyn kallades de årliga revyer i Stockholm som skrevs och producerades av Kar de Mumma (Erik Zetterström) från slutet av 1920-talet fram till 1978.
Kar de Mumma-revyn var något av en institution i Stockholms nöjesliv. Särskilt framgångsrika var hans många revyer på Blancheteatern och på Folkan vid Östermalmstorg dit han lyckades värva dåtidens största revystjärnor. Stig Järrel var ett säkert affischnamn i otaliga uppsättningar, hans monologfigur Fibban Karlsson var ett återkommande inslag i revyerna. Här fanns även artister som Anna-Lisa Baude, Douglas Håge, Inger Juel, Annalisa Ericson, Sickan Carlsson, Sven Holmberg, Hjördis Petterson, Lars Ekborg och Inga Gill. Från mitten av 1960-talet och framåt medverkade bland annat Siv Ericks, Rolf Bengtsson, Lasse Berghagen, Anni-Frid Lyngstad, Brita Borg och Jarl Borssén. På 1970-talet tillkom artister som Lars Lind, Peter Harryson, Siw Malmkvist och Gunilla Åkesson med flera. De flesta revyerna regisserades av Leif Amble-Naess eller Hasse Ekman, men några också av Hans Dahlin, Jackie Söderman samt Herman Ahlsell.
Många av revynumren har blivit klassiker dit hör till exempel Annalisa Ericsons kuplett Den saltaste bönan i stan som skrevs av Ulf Peder Olrog och som framfördes i 1956 års uppsättning Vi roar oss kungligt. Fridolf Rhudin som Den ensamma hunden, eller Thor Modéens klassiker Strålande tider, härliga tider. Inga Gill som Tjorven i revyn Stockholmare, vet du vaad (1964) är ett annat minnesvärt nummer. Köp en tulpan, annars får du en snyting med Lars Ekborg och Sven Holmberg kan fortfarande höras i radion ibland. Lasse Berghagen fick sitt genombrott som komiker när han med sina långa ben nästan slog knut på sig själv i rollen som tangocharmören Flirtige Knut i Bäst i stan (1973). Kar de Mumma-revyerna sändes aldrig i TV, men en kavalkad med några av de bästa revynumren spelades in och sändes under titeln Kar de Mummas blandning (1976).

## Kar de Mumma-revyer
Att exakt fastställa vad som är en Kar de Mumma-revy är inte helt lätt. Han bidrog med texter till många olika revyer, speciellt till Karl Gerhard men även i samarbete med Karl-Ewert, Gösta Stevens, Berco och Gustaf Wally. Här är en sammanställning över de revyer där Kar de Mumma varit huvudansvarig för taltexterna, det vill säga sketcher, dialoger och monologer. 
Till sångerna bidrog Kar de Mumma ofta med idéer och uppslag, men sångtexterna skrevs i regel av andra författare bland annat Ulf Peder Olrog, Kajenn, Gösta Rybrant, Hasse och Tage, Povel Ramel, senare även Kjell Kraghe och Lasse Berghagen.

## Lista över revyer
- 1929 – Stockholm-Motala (Folkan)
- 1930 – Det glada Stockholm (Folkan)
- 1931 – Södrans nyårsrevy (Södran)
- 1932 – Här va' de (Södran)
- 1933 – Ett leende år (Södran)
- 1934 – Rapsodi Stockholm (Södran)
- 1934 – Razzia (Blancheteatern)
- 1935 – Och karusellen går (Södran)
- 1935 – Härmed hava vi nöjet (Blanche)
- 1936 – Klart Söderut (Södran)
- 1936 – Hm sade greven (Blanche)
- 1937 – Sverige åt Svensson (Södran)
- 1937 – Mitt i stan (Blanche)
- 1938 – Dom säger på stan (Folkan)
- 1938 – I de bästa familjer (Blanche)
- 1939 – Honnör för 39 (Södran)
- 1939 – Uppåt igen (Södran)
- 1939 – Tattar-adel (Blanche)
- 1940 – En herre med svans (Blanche)
- 1941 – Flaggan i topp (Södran)
- 1941 – Kar de Mummas ofullbordade (Blanche)
- 1942 – Det glada 40-talet (Blanche)
- 1942– Wallyrevyn (Oscars)
- 1943 – Solen har gått opp (Blanche)
- 1944 – Och han skämtar för dig (Blanche)
- 1944 – Älsklingar på vågen (turné)
- 1945 – En glädjande tilldragelse (Blanche)
- 1946 – Kar de Mummas revystuga (Blanche)
- 1947 – Kar de Mummas sällskapsresa (Blanche)
- 1948 – Stockholm hela dan (Södran)
- 1948 – Kar de Mummas vaktparad (Blanche)
- 1949 – Söder ställer ut (Södran)
- 1949 – Låt människan skratta (Blanche)
- 1950 – Farväl till 40-talet (Södran)
- 1950 – Skyll er själva (Blanche)
- 1951 – Höga nöjet (Södran)
- 1951 – Galoppmarknad (Blanche)
- 1952 – Kar de Mummas Stockholmskärlek (Blanche)
- 1953 – Nu blommar Kar de Mumman (Blanche)
- 1954 – Kar de Mumma-revyn (Blanche)
- 1955 – Kar de Mummas flyttkalas (Folkan)
- 1956 – Vi roar oss kungligt (Folkan)
- 1957 – Kar de Mummas jubileumsrevy (Folkan)
- 1957 – Ett uppskattat nöje (Folkan)
- 1958 – Har den äran (Folkan)
- 1959 – Landet runt (Folkan)
- 1959 – Välkomna till varje pris (Folkan)
- 1960 – Kar de Mummas slottstappning (Folkan)
- 1961 – Förälskad i Stockholm (Folkan)
- 1962 – Kar de Mumma-revyn (Folkan)
- 1963 – För vänskaps skull (Folkan)
- 1964 – Stockholmare, vet du vaad! (Folkan)
- 1965 – Vår glada station (Folkan)
- 1966 – Hej Hemskö (Folkan)
- 1967 – Kyss Karlsson (Folkan)
- 1968 – Den stora succén (Folkan)
- 1969 – Nyårsrevy (Folkan)
- 1970 – Kar de Mummas revyhus (Folkan)
- 1971 – Kar de Mummas nyårsrevy (Folkan)
- 1971 – Mina favoriter (Folkan)
- 1972 – Kar de Mummas glädjehus (Folkan)
- 1973 – Bäst i stan (Folkan)
- 1974 – Kar de Mummas spelhåla (Folkan)
- 1975 – Strålande tider (Folkan)
- 1976 – Hem till stan (Folkan)
- 1977 – Kar de Mummas festkavalkad (Folkan) Sista föreställningen 4/2-78